# Guy Kemper
Guy Kemper (* 28. August 1958 in Louisville, Kentucky) ist ein US-amerikanischer  bildender Künstler.

## Leben und Werk

### Besonderheiten seiner Kunst
Guy Kemper arbeitet seit 1983 als Maler und Glaskünstler. Was die Glaskunstwerke betrifft, so versucht der Künstler, die Komponenten Glas, Farbe und Licht in Einklang mit dem jeweiligen Thema und Ort zu bringen. Seine Arbeiten in Glas sind großformatig und architektonischer Bestandteil der jeweiligen Gebäude und deren Umgebung. Da Glaskunstfenster und -flächen selten transportabel und Kempers Arbeiten im öffentlichen Raum platziert sind, können sie in Museen, Galerien und Messen eher nicht ausgestellt werden, sondern sind an dem Ort öffentlich erfahrbar, für den sie geschaffen wurden. Die Glaskunstwerke finden sich sowohl in Sakralbauten, als auch und überwiegend an Orten, an den sich Menschen flüchtig aufhalten: in Flughäfen und an Haltestellen. Der Charakter solchen Aufenthaltes steht in starkem Kontrast zum langlebigen Material Glas, das zudem in aufwendig hand- und mundgefertigter Weise erstellt wurde. Guy Kempers Werke sind sowohl in Europa als auch in Amerika und im Mittleren Osten zu sehen.

### Arbeitsweisen
Der Künstler greift auf selten gewordene Techniken bei der Herstellung von Glas zurück und arbeitet im Herstellungsprozess mit Glasveredlern zusammen, die mund- und handgearbeitetes Glas verwenden. Dies ist der Grund, warum Kemper mit und für in Deutschland ansässige Betriebe, die auf diese Arbeitsweisen spezialisiert sind, arbeitet. Die Kunstwerke Kempers stehen, was beabsichtigt ist, in einem Kontrast zu Massenwaren und grenzen sich sowohl von kurzlebiger, markt- und preisorientierter Gebrauchskunst ab als auch von digital initiierten Verfahren. Handwerk ist ihm zeitlebens ein unverzichtbarer Bestandteil künstlerischen Schaffens. Kemper arbeitet nicht selten künstlerisch bereits im Entstehungsprozess der verwendeten Gläser mit.

## Werke (Auswahl)

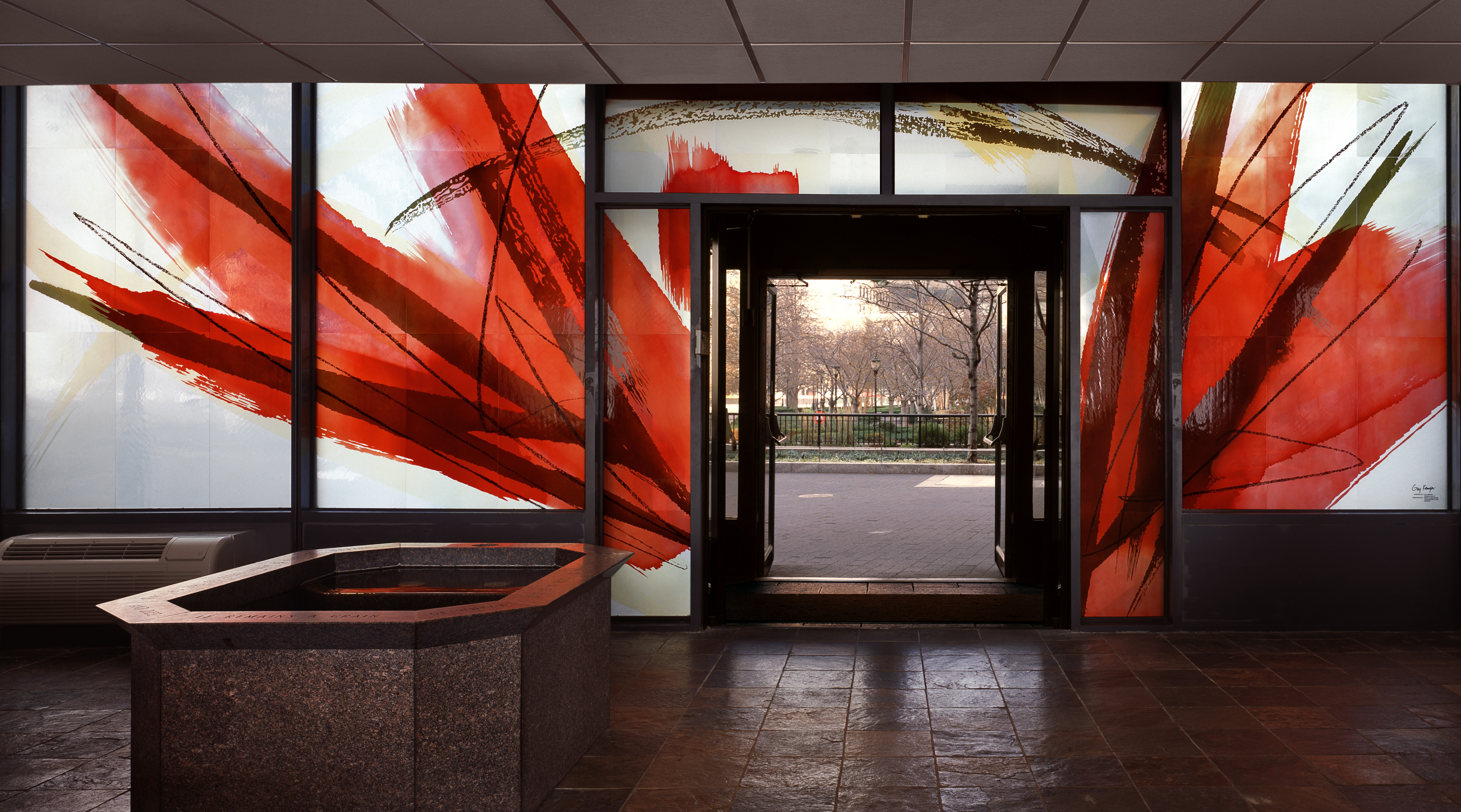
Ground Zero NY, St. Joseph’s Chapel: Guy Kemper Rise (2008); Foto: Robert Benson

- Glaswände in den Flughäfen von Orlando, Baltimore/Washington (2005) und O’Hare/Chicago (2007)
- Glaswand Rise, St. Joseph’s Chapel, Gedächtniskapelle am Ground Zero in New York (2008)
- Aktuelle Arbeiten (2008): Haltestelle Sound Transit, Mt. Baker/Seattle und Flughafen Clearwater/St. Petersburg

## Ehrungen
- OPTIME visual art award (2005), Kunstpreis
- American Institute of Architects IFRAA/Faith & Form, Preis für Religiöse Kunst und Architektur (2003)
- BENE Honorable Mention visual art award (2003), Kunstpreis
- BENE and Honorable Mention visual art awards (2002), Kunstpreis